# Liechtensteins voetbalelftal (mannen)
Het Liechtensteins voetbalelftal vertegenwoordigt het vorstendom Liechtenstein in internationale wedstrijden, zoals de kwalificatiewedstrijden voor het WK en het EK.
Liechtenstein doet sinds 1994 mee aan de kwalificaties van genoemde kampioenschappen. Het nationale elftal van het vorstendom heeft zich nog nooit voor een WK of EK weten te kwalificeren. De eerste pogingen daartoe verliepen zelfs tamelijk desastreus. Tijdens de kwalificatieronde voor het EK van 1996 verloor Liechtenstein met 7-0 van Oostenrijk en met 8-0 van Portugal. In de thuiswedstrijd tegen Macedonië, tijdens de kwalificatie voor het WK van 1998, leed Liechtenstein zelfs een 1-11 nederlaag. Dit is tot op heden de grootste nederlaag ooit.
In de loop der jaren is het niveau van het Liechtensteinse voetbal echter flink gestegen; het land telt inmiddels een aantal profs, waarvan enkelen uitkomen in de Zwitserse Super League. In de kwalificatiereeks voor het WK 2006 wist Liechtenstein zelfs enkele klinkende resultaten te boeken. Op 9 oktober 2004 speelde het vorstendom gelijk tegen Portugal, om enkele dagen later de uitwedstrijd tegen Luxemburg met 0-4 te winnen. Ook de thuiswedstrijd tegen Luxemburg eindigde in een zege voor Liechtenstein. Een gelijkspel tegen Slowakije leidde ertoe dat Liechtenstein een recordaantal van acht punten behaalde.
Sindsdien heeft Liechtenstein nog enkele aansprekende resultaten behaald. Op 2 juni 2006 verloor het vorstendom een oefenwedstrijd tegen WK-ganger Togo met slechts 1-0. Op 28 maart 2007 won Liechtenstein zijn tweede wedstrijd in de kwalificatiereeks voor het EK van 2008. Dankzij een doelpunt van Mario Frick werd Letland met 1-0 verslagen. Op 17 oktober 2007 moest ook IJsland eraan geloven; Liechtenstein won met 3-0.
Op 7 september 2010, in de kwalificatiereeks voor het EK 2012, verloor Liechtenstein met 2-1 van Schotland. Mario Frick zette Liechtenstein in de 46e minuut op voorsprong, maar Schotland wist nog diep in blessuretijd de winnende treffer te maken. In diezelfde kwalificatiereeks won Liechtenstein op 3 juni 2011 verrassend met 2-0 van Litouwen. In de kwalificatiereeks voor het EK 2016 pakte het 5 punten. In eigen huis werd gelijk gespeeld tegen Montenegro (0-0) en Moldavië (1-1). Op bezoek bij Moldavië werd verrassend met 0-1 gewonnen, dankzij een vrije trap van Franz Burgmeier.
Liechtenstein speelt zijn thuiswedstrijden meestal in het Rheinparkstadion in de hoofdstad Vaduz. Het stadion heeft 5.873 zitplaatsen en is daarmee het grootste van Liechtenstein. Het stadion is ook het thuisstadion van FC Vaduz, de hoogst spelende club in de Zwitserse competities waar alle zeven Liechtensteinse clubs in uitkomen.

## Deelnames aan internationale toernooien

### Wereldkampioenschap
| Wereldkampioenschap voetbal | Wereldkampioenschap voetbal | Wereldkampioenschap voetbal | Wereldkampioenschap voetbal | Wereldkampioenschap voetbal | Wereldkampioenschap voetbal | Wereldkampioenschap voetbal | Wereldkampioenschap voetbal | Wereldkampioenschap voetbal |
| Jaar                        | Ronde                       | Wed.                        | W                           | G                           | V                           | DV                          | DT                          |                             |
| --------------------------- | --------------------------- | --------------------------- | --------------------------- | --------------------------- | --------------------------- | --------------------------- | --------------------------- | --------------------------- |
| 1930–1994                   | Geen deelname               | Geen deelname               | Geen deelname               | Geen deelname               | Geen deelname               | Geen deelname               | Geen deelname               | Geen deelname               |
| 1998                        | Niet gekwalificeerd         | Niet gekwalificeerd         | Niet gekwalificeerd         | Niet gekwalificeerd         | Niet gekwalificeerd         | Niet gekwalificeerd         | Niet gekwalificeerd         |                             |
| 2002                        | Niet gekwalificeerd         | Niet gekwalificeerd         | Niet gekwalificeerd         | Niet gekwalificeerd         | Niet gekwalificeerd         | Niet gekwalificeerd         | Niet gekwalificeerd         |                             |
| 2006                        | Niet gekwalificeerd         | Niet gekwalificeerd         | Niet gekwalificeerd         | Niet gekwalificeerd         | Niet gekwalificeerd         | Niet gekwalificeerd         | Niet gekwalificeerd         |                             |
| 2010                        | Niet gekwalificeerd         | Niet gekwalificeerd         | Niet gekwalificeerd         | Niet gekwalificeerd         | Niet gekwalificeerd         | Niet gekwalificeerd         | Niet gekwalificeerd         |                             |
| 2014                        | Niet gekwalificeerd         | Niet gekwalificeerd         | Niet gekwalificeerd         | Niet gekwalificeerd         | Niet gekwalificeerd         | Niet gekwalificeerd         | Niet gekwalificeerd         |                             |
| 2018                        | Niet gekwalificeerd         | Niet gekwalificeerd         | Niet gekwalificeerd         | Niet gekwalificeerd         | Niet gekwalificeerd         | Niet gekwalificeerd         | Niet gekwalificeerd         |                             |
| 2022                        | Niet gekwalificeerd         | Niet gekwalificeerd         | Niet gekwalificeerd         | Niet gekwalificeerd         | Niet gekwalificeerd         | Niet gekwalificeerd         | Niet gekwalificeerd         | Niet gekwalificeerd         |

### Europees kampioenschap
| Europees kampioenschap voetbal | Europees kampioenschap voetbal | Europees kampioenschap voetbal | Europees kampioenschap voetbal | Europees kampioenschap voetbal | Europees kampioenschap voetbal | Europees kampioenschap voetbal | Europees kampioenschap voetbal | Europees kampioenschap voetbal |
| Jaar                           | Ronde                          | Wed.                           | W                              | G                              | V                              | DV                             | DT                             | Kwal                           |
| ------------------------------ | ------------------------------ | ------------------------------ | ------------------------------ | ------------------------------ | ------------------------------ | ------------------------------ | ------------------------------ | ------------------------------ |
| 1960–1992                      | Geen deelname                  | Geen deelname                  | Geen deelname                  | Geen deelname                  | Geen deelname                  | Geen deelname                  | Geen deelname                  | Geen deelname                  |
| 1996                           | Niet gekwalificeerd            | Niet gekwalificeerd            | Niet gekwalificeerd            | Niet gekwalificeerd            | Niet gekwalificeerd            | Niet gekwalificeerd            | Niet gekwalificeerd            | Niet gekwalificeerd            |
| 2000                           | Niet gekwalificeerd            | Niet gekwalificeerd            | Niet gekwalificeerd            | Niet gekwalificeerd            | Niet gekwalificeerd            | Niet gekwalificeerd            | Niet gekwalificeerd            | Niet gekwalificeerd            |
| 2004                           | Niet gekwalificeerd            | Niet gekwalificeerd            | Niet gekwalificeerd            | Niet gekwalificeerd            | Niet gekwalificeerd            | Niet gekwalificeerd            | Niet gekwalificeerd            | Niet gekwalificeerd            |
| 2008                           | Niet gekwalificeerd            | Niet gekwalificeerd            | Niet gekwalificeerd            | Niet gekwalificeerd            | Niet gekwalificeerd            | Niet gekwalificeerd            | Niet gekwalificeerd            | Niet gekwalificeerd            |
| 2012                           | Niet gekwalificeerd            | Niet gekwalificeerd            | Niet gekwalificeerd            | Niet gekwalificeerd            | Niet gekwalificeerd            | Niet gekwalificeerd            | Niet gekwalificeerd            | Niet gekwalificeerd            |
| 2016                           | Niet gekwalificeerd            | Niet gekwalificeerd            | Niet gekwalificeerd            | Niet gekwalificeerd            | Niet gekwalificeerd            | Niet gekwalificeerd            | Niet gekwalificeerd            | Niet gekwalificeerd            |
| 2020                           | Niet gekwalificeerd            | Niet gekwalificeerd            | Niet gekwalificeerd            | Niet gekwalificeerd            | Niet gekwalificeerd            | Niet gekwalificeerd            | Niet gekwalificeerd            | Niet gekwalificeerd            |
| 2024                           | Niet gekwalificeerd            | Niet gekwalificeerd            | Niet gekwalificeerd            | Niet gekwalificeerd            | Niet gekwalificeerd            | Niet gekwalificeerd            | Niet gekwalificeerd            | Niet gekwalificeerd            |

### UEFA Nations League
| 2018–19 | D | 52e | 6 | 1 | 1 | 4 | 7 | 12 | Stabiel |
| 2020–21 | D | 51e | 4 | 1 | 2 | 1 | 3 | 2  | Stabiel |
| 2022–23 | D | 55e | 6 | 0 | 0 | 6 | 1 | 11 | Stabiel |

## Bondscoaches
- Bijgewerkt tot en met de oefeninterland tegen  Letland (1–1) op 26 maart 2024.

| Naam             | Van             | Tot              | Interlands | W | G | V  |
| ---------------- | --------------- | ---------------- | ---------- | - | - | -- |
| Hans Müntener    | 1 januari 1982  | 30 juni 1982     | 1          | 0 | 0 | 1  |
| Pius Fischer     | 1 juni 1984     | 1 augustus 1984  | 0          | 0 | 0 | 0  |
| Erich Bürzle     | 1 januari 1990  | 30 juni 1990     | 1          | 0 | 0 | 1  |
| Dietrich Weise   | 1 oktober 1992  | 31 december 1996 | 17         | 0 | 1 | 16 |
| Alfred Riedl     | 1 januari 1997  | 1 januari 1998   | 6          | 0 | 0 | 6  |
| Erich Bürzle     | 1 januari 1998  | 30 juni 1998     | 1          | 0 | 0 | 1  |
| Ralf Loose       | 1 juli 1998     | 29 juli 2003     | 32         | 2 | 5 | 25 |
| Walter Hörmann   | 30 juli 2003    | 10 oktober 2003  | 3          | 0 | 1 | 2  |
| Martin Andermatt | 31 maart 2004   | 12 oktober 2006  | 24         | 2 | 2 | 20 |
| Urs Meier        | 25 oktober 2006 | 31 december 2006 | 1          | 0 | 0 | 1  |
| Hans-Peter Zaugg | 1 januari 2007  | 31 december 2012 | 45         | 5 | 6 | 34 |
| René Pauritsch   | 29 oktober 2012 | 20 november 2018 | 50         | 4 | 7 | 39 |
| Helgi Kolviðsson | 1 januari 2019  | 31 december 2020 | 16         | 2 | 4 | 10 |
| Martin Stocklasa | 1 januari 2021  | 28 februari 2023 | 21         | 0 | 1 | 20 |
| René Pauritsch   | 1 maart 2023    | 31 mei 2023      | 1          | 0 | 0 | 1  |
| Konrad Fünfstück | 1 juni 2023     | heden            | 10         | 0 | 1 | 9  |

## Huidige selectie
Bijgewerkt tot en met 25 maart 2025, de interland tegen  Kazachstan in de kwalificatie voor het WK 2026.
| Nr.         | Naam               | Wed. | Dlpnt. | Club                |
| ----------- | ------------------ | ---- | ------ | ------------------- |
| Doel        |                    |      |        |                     |
| 1           | Benjamin Büchel    | 72   | 0      | Vaduz               |
| 12          | Gabriel Foser      | 0    | 0      | Eschen-Mauren       |
| 21          | Tim-Tiado Oehri    | 0    | 0      | Vaduz               |
| Verdediging |                    |      |        |                     |
| 2           | Niklas Beck        | 25   | 0      | Balzers             |
| 3           | Maximilian Göppel  | 70   | 2      | YF Juventus         |
| 4           | Lars Traber        | 20   | 0      | Vaduz               |
| 5           | Jens Hofer         | 35   | 0      | Düdingen            |
| 6           | Andreas Malin      | 49   | 0      | Rot-Weiß Rankweil   |
| 14          | Jakob Lorenz       | 4    | 0      | Blau-Weiß Feldkirch |
| 16          | Severin Schlegel   | 7    | 0      | Vaduz               |
| 19          | Felix Oberwaditzer | 4    | 0      | SCR Altach          |
| 20          | Sandro Wolfinger   | 70   | 3      | Balzers             |
| Middenveld  |                    |      |        |                     |
| 8           | Aron Sele          | 65   | 1      | YF Juventus         |
| 10          | Sandro Wieser      | 68   | 2      | Vaduz               |
| 13          | Kenny Kindle       | 11   | 0      | Vaduz               |
| 15          | Fabio Wolfinger    | 34   | 1      | Balzers             |
| 17          | Simon Lüchinger    | 28   | 0      | Clubloos            |
| 18          | Nicolas Hasler     | 101  | 7      | Vaduz               |
| Aanval      |                    |      |        |                     |
| 7           | Fabio Luque-Notaro | 13   | 0      | Vaduz               |
| 9           | Ferhat Saglam      | 16   | 1      | Balzers             |
| 11          | Dennis Salanović   | 64   | 4      | Clubloos            |
| 22          | Willy Pizzi        | 2    | 0      | Eschen-Mauren       |
| 23          | Emanuel Zünd       | 5    | 0      | Meyrin              |

### Recent opgeroepen
De volgende spelers zijn in 2024 opgeroepen voor het nationale elftal, maar zaten niet bij de meest recente selectie.
| Nr.         | Naam               | Wed. | Dlpnt. | Club          |
| ----------- | ------------------ | ---- | ------ | ------------- |
| Doel        |                    |      |        |               |
|             | Justin Ospelt      | 5    | 0      | FSV Frankfurt |
|             | Thomas Hobi        | 5    | 0      | Balzers       |
|             | Lorenzo Lo Russo   | 0    | 0      | Balzers       |
| Verdediging |                    |      |        |               |
|             | Martin Marxer      | 16   | 0      | Düdingen      |
|             | Lukas Graber       | 7    | 0      | Eschen-Mauren |
|             | Marco Marxer       | 4    | 0      | Balzers       |
|             | David Jäger        | 1    | 0      | Vaduz         |
|             | Noah Graber        | 1    | 0      | Altstätten    |
|             | Jonas Weissenhofer | 0    | 0      | Hohenems      |
| Middenveld  |                    |      |        |               |
|             | Livio Meier        | 49   | 1      | Eschen-Mauren |
|             | Marcel Büchel      | 29   | 1      | Messina       |
|             | Philipp Ospelt     | 23   | 0      | Ruggell       |
|             | Liam Kranz         | 8    | 0      | Schaan        |
|             | Alessio Hasler     | 2    | 0      | Vaduz         |
| Aanval      |                    |      |        |               |
|             | Andrin Netzer      | 18   | 0      | Balzers       |
|             | Jonas Beck         | 4    | 0      | Schaan        |

## FIFA-wereldranglijst[1]
| 1993 | 1994 | 1995 | 1996 | 1997 | 1998 | 1999 | 2000 | 2001 | 2002 | 2003 | 2004 | 2005 | 2006 | 2007 | 2008 | 2009 | 2010 | 2011 | 2012 | 2013 | 2014 | 2015 | 2016 | 2017 | 2018 | 2019 | 2020 | 2021 | 2022 | 2023 | 2024 |
| ---- | ---- | ---- | ---- | ---- | ---- | ---- | ---- | ---- | ---- | ---- | ---- | ---- | ---- | ---- | ---- | ---- | ---- | ---- | ---- | ---- | ---- | ---- | ---- | ---- | ---- | ---- | ---- | ---- | ---- | ---- | ---- |
| 160  | 156  | 157  | 154  | 158  | 159  | 125  | 147  | 150  | 147  | 148  | 142  | 122  | 158  | 122  | 149  | 154  | 148  | 132  | 154  | 154  | 132  | 164  | 189  | 181  | 181  | 180  | 181  | 191  | 198  | 203  | 204  |

## Statistieken

### Van jaar tot jaar
- Bijgewerkt tot en met de oefeninterland tegen  Letland (1–1) op 26 maart 2024.

| Jaar | Wedstrijden | Wedstrijden | Wedstrijden | Wedstrijden | Doelpunten | Doelpunten | Doelpunten | Punten |
| Jaar | Duels       | Winst       | Gelijk      | Verlies     | Voor       | Tegen      | Saldo      | Punten |
| ---- | ----------- | ----------- | ----------- | ----------- | ---------- | ---------- | ---------- | ------ |
| 1982 | 1           | 0           | 0           | 1           | 0          | 1          | –1         | 0.000  |
|      |             |             |             |             |            |            |            |        |
| 1984 | 1           | 0           | 0           | 1           | 0          | 6          | –6         | 0.000  |
|      |             |             |             |             |            |            |            |        |
| 1990 | 1           | 0           | 0           | 1           | 1          | 4          | –3         | 0.000  |
|      |             |             |             |             |            |            |            |        |
| 1991 | 1           | 0           | 0           | 1           | 0          | 6          | –6         | 0.000  |
|      |             |             |             |             |            |            |            |        |
| 1993 | 1           | 0           | 0           | 1           | 0          | 2          | –2         | 0.000  |
| 1994 | 6           | 0           | 0           | 6           | 1          | 23         | –22        | 0.000  |
| 1995 | 5           | 0           | 1           | 4           | 0          | 19         | –19        | 0.200  |
| 1996 | 5           | 0           | 0           | 5           | 3          | 30         | –27        | 0.000  |
| 1997 | 6           | 0           | 0           | 6           | 1          | 31         | –30        | 0.000  |
| 1998 | 4           | 1           | 0           | 3           | 2          | 18         | –16        | 0.500  |
| 1999 | 8           | 0           | 2           | 6           | 0          | 27         | –27        | 0.250  |
| 2000 | 4           | 0           | 0           | 4           | 2          | 12         | –10        | 0.000  |
| 2001 | 7           | 0           | 0           | 7           | 0          | 22         | –22        | 0.000  |
| 2002 | 6           | 0           | 3           | 3           | 5          | 13         | –8         | 0.500  |
| 2003 | 8           | 1           | 1           | 6           | 4          | 18         | –14        | 0.375  |
| 2004 | 9           | 1           | 1           | 7           | 8          | 21         | –13        | 0.333  |
| 2005 | 8           | 1           | 1           | 6           | 6          | 11         | –5         | 0.375  |
| 2006 | 8           | 0           | 0           | 8           | 3          | 24         | –21        | 0.000  |
| 2007 | 9           | 2           | 1           | 6           | 8          | 21         | –13        | 0.556  |
| 2008 | 7           | 0           | 1           | 6           | 1          | 24         | –23        | 0.143  |
| 2009 | 10          | 0           | 1           | 9           | 2          | 25         | –23        | 0.100  |
| 2010 | 5           | 0           | 2           | 3           | 3          | 10         | –7         | 0.400  |
| 2011 | 8           | 2           | 1           | 5           | 4          | 16         | –12        | 0.625  |
| 2012 | 7           | 1           | 0           | 6           | 3          | 17         | –14        | 0.286  |
| 2013 | 10          | 0           | 2           | 8           | 5          | 20         | –15        | 0.200  |
| 2014 | 7           | 1           | 1           | 5           | 2          | 16         | –14        | 0.429  |
| 2015 | 8           | 1           | 1           | 6           | 2          | 23         | –21        | 0.375  |
| 2016 | 8           | 0           | 1           | 7           | 3          | 28         | –25        | 0.125  |
| 2017 | 8           | 1           | 1           | 6           | 3          | 25         | –22        | 0.375  |
| 2018 | 8           | 1           | 1           | 6           | 7          | 16         | –9         | 0.375  |
| 2019 | 10          | 0           | 2           | 8           | 2          | 31         | –29        | 0.200  |
| 2020 | 6           | 2           | 2           | 2           | 5          | 6          | –1         | 1.000  |
| 2021 | 12          | 0           | 1           | 11          | 3          | 44         | –41        | 0.083  |
| 2022 | 9           | 0           | 0           | 9           | 1          | 20         | –19        | 0.000  |
| 2023 | 10          | 0           | 0           | 10          | 1          | 28         | –27        | 0.000  |
| 2024 | 2           | 0           | 1           | 1           | 1          | 5          | –4         | 0.500  |

### Tegenstanders
- Bijgewerkt tot en met de  oefeninterland tegen  Letland (1–1) op 26 maart 2024.

| Tegenstander     | Wed. | W | G | V  | DV | DT | DS  | Details |
| ---------------- | ---- | - | - | -- | -- | -- | --- | ------- |
| Albanië          | 3    | 0 | 0 | 3  | 0  | 6  | –6  | details |
| Andorra          | 4    | 1 | 0 | 3  | 2  | 5  | –3  | details |
| Armenië          | 6    | 0 | 3 | 3  | 5  | 10 | –5  | details |
| Australië        | 1    | 0 | 0 | 1  | 1  | 3  | –2  | details |
| Azerbeidzjan     | 5    | 1 | 1 | 3  | 2  | 8  | –6  | details |
| Bosnië en Her.   | 10   | 0 | 1 | 9  | 3  | 35 | –32 | details |
| Denemarken       | 3    | 0 | 0 | 3  | 0  | 13 | –13 | details |
| Duitsland        | 6    | 0 | 0 | 6  | 3  | 38 | –35 | details |
| Engeland         | 2    | 0 | 0 | 2  | 0  | 4  | –4  | details |
| Estland          | 5    | 0 | 1 | 4  | 2  | 10 | –8  | details |
| Faeröer          | 8    | 0 | 0 | 8  | 4  | 21 | –17 | details |
| Finland          | 5    | 0 | 2 | 3  | 3  | 9  | –6  | details |
| Georgië          | 1    | 0 | 0 | 1  | 0  | 2  | –2  | details |
| Gibraltar        | 6    | 1 | 2 | 3  | 4  | 6  | –2  | details |
| Griekenland      | 5    | 0 | 1 | 4  | 1  | 8  | –7  | details |
| Hongarije        | 3    | 0 | 1 | 2  | 0  | 10 | –10 | details |
| Ierland          | 4    | 0 | 1 | 3  | 0  | 14 | –14 | details |
| IJsland          | 11   | 1 | 2 | 8  | 6  | 35 | –29 | details |
| Israël           | 4    | 0 | 0 | 4  | 1  | 8  | –7  | details |
| Italië           | 4    | 0 | 0 | 4  | 0  | 20 | –20 | details |
| Kaapverdië       | 1    | 0 | 0 | 1  | 0  | 6  | –6  | details |
| Kroatië          | 2    | 0 | 0 | 2  | 2  | 8  | –6  | details |
| Letland          | 12   | 1 | 2 | 9  | 5  | 19 | –14 | details |
| Litouwen         | 6    | 1 | 1 | 4  | 3  | 8  | –5  | details |
| Luxemburg        | 6    | 3 | 1 | 2  | 12 | 7  | +5  | details |
| Macedonië        | 11   | 0 | 1 | 10 | 5  | 42 | –37 | details |
| Malta            | 4    | 0 | 0 | 4  | 2  | 13 | –11 | details |
| Moldavië         | 4    | 1 | 1 | 2  | 2  | 5  | –3  | details |
| Montenegro       | 2    | 0 | 1 | 1  | 0  | 2  | –2  | details |
| Nederland        | 1    | 0 | 0 | 1  | 0  | 3  | –3  | details |
| Noord-Ierland    | 5    | 0 | 1 | 4  | 3  | 15 | –12 | details |
| Oostenrijk       | 8    | 0 | 0 | 8  | 1  | 30 | –29 | details |
| Polen            | 1    | 0 | 0 | 1  | 0  | 2  | –2  | details |
| Portugal         | 9    | 0 | 1 | 8  | 3  | 41 | –38 | details |
| Qatar            | 1    | 1 | 0 | 0  | 2  | 1  | +1  | details |
| Roemenië         | 6    | 0 | 0 | 6  | 1  | 30 | –29 | details |
| Rusland          | 6    | 0 | 0 | 6  | 1  | 19 | –18 | details |
| San Marino       | 6    | 3 | 2 | 1  | 6  | 3  | +3  | details |
| Saoedi-Arabië    | 1    | 1 | 0 | 0  | 1  | 0  | +1  | details |
| Schotland        | 2    | 0 | 0 | 2  | 1  | 3  | –2  | details |
| Slowakije        | 11   | 0 | 2 | 9  | 1  | 30 | –29 | details |
| Spanje           | 8    | 0 | 0 | 8  | 0  | 39 | –39 | details |
| Togo             | 1    | 0 | 0 | 1  | 0  | 1  | –1  | details |
| Tsjechië         | 2    | 0 | 0 | 2  | 0  | 4  | –4  | details |
| Turkije          | 2    | 0 | 0 | 2  | 0  | 8  | –8  | details |
| Verenigde Staten | 1    | 0 | 0 | 1  | 1  | 4  | –3  | details |
| Wales            | 3    | 0 | 0 | 3  | 0  | 8  | –8  | details |
| Wit-Rusland      | 1    | 0 | 0 | 1  | 1  | 5  | –4  | details |
| Zweden           | 4    | 0 | 0 | 4  | 1  | 10 | –9  | details |
| Zwitserland      | 9    | 0 | 0 | 9  | 1  | 28 | –27 | details |

## Bekende (ex-)spelers
Liechtensteinse voetbalbond · Liechtensteins voetbalelftal · Liechtensteinse voetbalbeker

Clubs: FC Balzers · USV Eschen/Mauren · FC Ruggell · FC Schaan · FC Triesen · FC Triesenberg · FC Vaduz
LFV · A-internationals · Bondscoaches · Statistieken · Liechtensteins vrouwenelftal · Liechtenstein U21 · Liechtenstein U19 · Liechtenstein U18 · Liechtenstein U17 · Liechtenstein U16
1980 – 1989 ·
1990 – 1999 ·
2000 – 2009 ·
2010 – 2019 ·
2020 − 2029
1981 · 
1982 · 
1983 · 
1984 · 
1985 · 
1986 · 
1987 · 
1988 · 
1989 · 
1990 · 
1991 · 
1992 · 
1993 · 
1994 · 
1995 · 
1996 · 
1997 · 
1998 · 
1999 · 
2000 · 
2001 · 
2002 · 
2003 · 
2004 · 
2005 · 
2006 · 
2007 · 
2008 · 
2009 · 
2010 · 
2011 · 
2012 ·
2013 ·
2014 ·
2015 ·
2016 ·
2017 ·
2018 ·
2019 ·
2020 ·
2021 ·
2022 ·
2023 ·
2024
Albanië ·
Andorra ·
Armenië ·
Australië ·
Azerbeidzjan ·
België ·
Bosnië en Herzegovina ·
China ·
Denemarken ·
Duitsland ·
Engeland ·
Estland ·
Faeröer ·
Finland ·
Georgië ·
Gibraltar ·
Griekenland ·
Hongarije ·
Hongkong ·
Ierland ·
IJsland ·
Indonesië ·
Israël ·
Italië · 
Kaapverdië ·
Kroatië ·
Letland ·
Litouwen ·
Luxemburg ·
Malta ·
Moldavië ·
Montenegro ·
Nederland ·
Noord-Ierland ·
Noord-Macedonië ·
Oostenrijk ·
Polen ·
Portugal ·
Qatar ·
Roemenië ·
Rusland ·
San Marino ·
Saoedi-Arabië ·
Schotland ·
Slowakije ·
Spanje ·
Thailand ·
Togo ·
Tsjechië ·
Turkije ·
Verenigde Staten ·
Wales ·
Wit-Rusland ·
Zweden ·
Zwitserland
 Albanië ·  Andorra ·  Armenië ·  Azerbeidzjan ·  België ·  Bosnië en Herzegovina ·  Bulgarije ·  Cyprus ·  Denemarken ·  Duitsland ·  Engeland ·  Estland ·  Faeröer ·  Finland ·  Frankrijk ·  Georgië ·  Gibraltar ·  Griekenland ·  Hongarije ·  Ierland ·  IJsland ·  Israël ·  Italië ·  Kazachstan ·  Kosovo ·  Kroatië ·  Letland ·  Liechtenstein ·  Litouwen ·  Luxemburg ·  Malta ·  Moldavië ·  Montenegro ·  Nederland ·  Noord-Ierland ·  Noord-Macedonië ·  Noorwegen ·  Oekraïne ·  Oostenrijk ·  Polen ·  Portugal ·  Roemenië ·  Rusland ·  San Marino ·  Schotland ·  Servië ·  Slovenië ·  Slowakije ·  Spanje ·  Tsjechië ·  Turkije ·  Wales ·  Wit-Rusland ·  Zweden ·  Zwitserland
 Bohemen ·  Bohemen en Moravië ·  Duitse Democratische Republiek ·  Ierland ·  Joegoslavië ·  Servië en Montenegro ·  Tsjecho-Slowakije ·  GOS ·  Saarland ·  Sovjet-Unie